# Гулидов, Владимир Николаевич
Гулидов Владимир Николаевич (15 декабря 1941 — 17 апреля 1999) — советский и российский металлург. Мастер спорта СССР по самбо, был чемпионом Сибири и Дальнего Востока. Первый мастер спорта СССР в Красноярском крае по дзюдо.

## Биография
Родился 15 декабря 1941 года в поселке Имба Богучанского района Красноярского края.
В 1966 закончил Красноярский институт цветных металлов им. М.И. Калинина (Государственный университет цветных металлов и золота).
В 1984 году за разработку новой технологии был удостоен звания Лауреата Государственной премии СССР.
В 1988 году избран директором Красноярского завода цветных металлов (Красцветмет).
C 1992 гендиректор Красцветмета, член Совета директоров Российского акционерного общества по производству цветных и драгоценных металлов «Норильский никель». При его поддержке завод перешёл в собственность Красноярского края. Работал председателем совета директоров Лантабанка. Помог создать ИД «Платина».
В 1993 году стал академиком Международной академии информатизации, с 1996 года — членом-корреспондентом Российской инженерной академии.
Погиб 17 апреля 1999 года в автомобильной катастрофе недалеко от аэропорта Толмачёво. Через несколько дней состоялась церемония прощания в Дворце культуры «Красцветмет».

## Память
- 26 апреля 1999 года Красноярскому заводу цветных металлов присвоено имя Гулидова.
- Мемориальный теннисный турнир
- С 2000 года проводится турнир по дзюдо памяти Гулидова в Красноярске[1]